# Martin Bezouška
Martin Bezouška (* 20. dubna 1955 Praha) je český scenárista a dramaturg, v letech 2009 až 2021 člen Rady pro rozhlasové a televizní vysílání.

## Život
Narodil se v herecké rodině, jeho otec byl Bohumil Bezouška. Po absolvování gymnázia (1970–1974) vystudoval v letech 1975 až 1980 obor scenáristika a dramaturgie na FAMU (získal tak titul Mgr.). Už během studia vydal dvě prozaické knihy – Poslední polonahé prázdniny (Melantrich 1978) a Dlouhá samota (Mladá fronta 1980). FAMU absolvoval celovečerním filmem AEIOU (námět, scénář a režie spolu s Dušanem Kukalem), ten byl však deset let v trezoru a autorům hrozilo vyloučení ze školy.
V letech 1981 až 1991 se živil jako scenárista a dramaturg Filmového studia Barrandov. Od roku 1992 pracoval jako kreativní ředitel významných komunikačních a reklamních agentur – Young & Rubicam a Česká reklamní/TBWA (1992–1997), Ark/Thompson a Publicis (1999–2004) či Trilabit a Size (2006–2009). 
Mezi lety 1998 a 1999 byl ředitelem programu TV Prima a České televize. V letech 2005 až 2006 působil jako ředitel odboru komunikace na Ministerstvu kultury ČR. Od roku 2005 také přednáší na Katedře marketingové komunikace Fakulty sociálních věd Univerzity Karlovy v Praze.
Nikdy nebyl a není členem žádné politické strany. Pouze ve volbách do Senátu PČR v roce 2004 kandidoval jako nestraník za hnutí NEZÁVISLÍ v obvodu č. 16 – Beroun. Získal 5,12 % hlasů a skončil tak na šestém místě.
V květnu 2009 byl zvolen členem Rady pro rozhlasové a televizní vysílání, v dubnu 2015 tento post obhájil (nominovala jej ČSSD). Druhé funkční období mu začalo 24. května 2015. Na začátku června 2015 byl navíc zvolen místopředsedou RRTV. Funkci zastával do května 2021.
Martin Bezouška je rozvedený, bývalá manželka Martina Ema Gasparovič je herečkou. Mají spolu čtyři děti – Jana (* 1985), Patrika (* 1993), Annu (* 1996) a Jáchyma (* 1998).

## Filmografie
Námět:
- 1979 AEIOU
- 1985 Muž na drátě
- 1989 Dynamit
- 1991 Někde je možná hezky
- 1995 Jak chutná smrt
- 2006 Maharal – Tajemství talismanu

Scénář:
- 1979 AEIOU
- 1985 Muž na drátě
- 1986 Velká filmová loupež
- 1988 Pražské tajemství
- 1989 Dynamit
- 1991 Někde je možná hezky
- 1996 Draculův švagr
- 2004 Černí baroni
- 2006 Maharal – Tajemství talismanu

Režie:
- 1979 AEIOU

Dramaturgie:
- 1987 Bony a klid
- 1987 Když v ráji pršelo
- 1989 Kainovo znamení
- 1989 Dva lidi v zoo
- 1990 Ta naše písnička česká II.
- 1991 Pražákům, těm je hej!
- 1995 Jak chutná smrt
- 1996 Král Ubu
- 1996 Holčičky na život a na smrt
- 1998 Čas dluhů
- 1998 Pasti, pasti, pastičky
- 2002 Andělská tvář

Odborný poradce:
- 1998 Mrtvej brouk